# 斯蓬阿-滕斯塔
斯蓬阿-滕斯塔（瑞典語：Spånga-Tensta）是瑞典首都斯德哥爾摩的一個區，位於斯德哥爾摩的北部。2014年，斯蓬阿-滕斯塔有人口39,082人，面積12.85 km²。